# BAT-principen
BAT-principen (Best Available Technique) innebär att alla nyinvesteringar som görs enligt denna princip, görs med bästa möjliga teknik ur miljösynpunkt.